# Pericle Felici
Pericle Felici (Segni, 1º agosto 1911 – Foggia, 22 marzo 1982) è stato un cardinale e arcivescovo cattolico italiano.
Al momento della sua nomina a cardinale (26 giugno 1967), e fino alla creazione del cardinale Sebastiano Baggio (28 aprile 1969), fu il porporato italiano più giovane. 
Partecipò attivamente, come segretario generale, ai lavori del Concilio Vaticano II. È considerato l'artefice della revisione del Codice di Diritto Canonico.

## Biografia
Svolse gli Studi Ginnasiali nel seminario di Segni, e poi il Liceo nel Pontificio Seminario Romano Minore e infine gli Studi Filosofici e Teologici nel Pontificio Seminario Romano Maggiore. Il 28 ottobre 1933 fu ordinato prete nella diocesi di Segni. Continuò gli studi nella Pontificia Università Lateranense, della quale poi fu docente dal 1934 al 1938, e quindi Rettore dal 1938 al 1948 del Pontificio Seminario Romano per gli Studi Giuridici all'Apollinare. Dal 1950 al 1959 fu direttore spirituale nel seminario romano.

### Vescovo
Il 3 settembre 1960 fu nominato arcivescovo titolare di Samosata, e segretario della curia romana. Ricevette l'ordinazione episcopale il 28 ottobre dello stesso anno per l'imposizione delle mani di papa Giovanni XXIII.
Dal 1962 al 1965 fu segretario generale del Concilio Vaticano II.
Il 21 febbraio 1967 divenne pro-presidente della Pontificia commissione per la revisione del Codice di Diritto Canonico.

### Cardinale

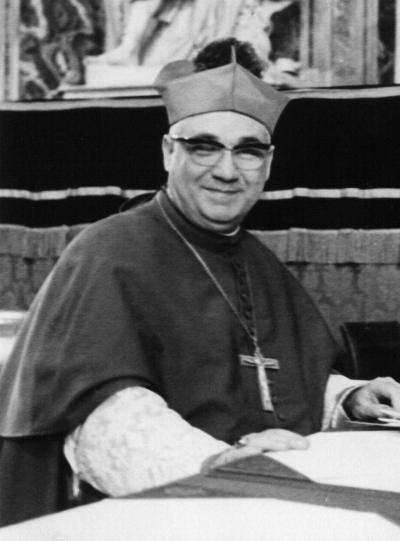
Ritratto del Cardinale Felici

Il 26 giugno dello stesso anno fu creato cardinale diacono con il titolo di Sant'Apollinare alle Terme Neroniane-Alessandrine, e ricevette la berretta cardinalizia il seguente 29 giugno. Nello stesso anno fu posto a capo della Pontificia Commissione per l'interpretazione dei decreti del Concilio Vaticano II.
Partecipò a vari Sinodi dei vescovi, tutti svoltisi in Vaticano:
- Presidente delegato del I Sinodo Ordinario (26 settembre - 29 ottobre 1967).
- I Sinodo Straordinario (11-28 ottobre 1969)
- II Sinodo Ordinario (30 settembre - 6 novembre 1971)
- III Sinodo Ordinario (27 settembre - 26 ottobre 1974)
- Membro del segretariato generale del IV Sinodo Ordinario (30 settembre - 29 ottobre 1977)
- V Sinodo Ordinario (26 settembre - 25 ottobre 1980)

Il 13 settembre 1977 divenne prefetto del Supremo Tribunale della Segnatura Apostolica.
Partecipò al conclave del 25-26 agosto 1978, fece il primo annuncio dell'Habemus Papam alle 19:18 del neoeletto papa, Albino Luciani e successivamente il 3 settembre impose il pallio allo stesso papa Giovanni Paolo I. Ugualmente, partecipò al conclave del 14-16 ottobre dello stesso anno; il 16 ottobre alle 18:45, essendo cardinale protodiacono, diede al mondo l'annuncio Habemus papam dell'elezione a papa di Karol Wojtyła, che avrebbe preso il nome di Giovanni Paolo II, e il 22 ottobre gli impose il pallio.
Fu elevato a cardinale presbitero pro hac vice dello stesso titolo il 30 giugno 1979.
Partecipò alla I Assemblea Plenaria del Collegio di Cardinali (Vaticano, 5-9 novembre 1979).
Fu uno dei cardinali che hanno celebrato la Messa tridentina dopo la Riforma liturgica.
Morì a Foggia il 22 marzo 1982 durante la solenne processione dell'Iconavetere, patrona della città, per un attacco cardiaco. In sua memoria il comune di Foggia modificò il toponimo della piazza antistante la cattedrale di Foggia da "piazza Cattedrale" a "piazza Cardinal Pericle Felici".
Le esequie furono celebrate dallo stesso papa Giovanni Paolo II. Fu sepolto nella tomba di famiglia, a Segni.

## Genealogia episcopale e successione apostolica
La genealogia episcopale è:
- Cardinale Scipione Rebiba
- Cardinale Giulio Antonio Santorio
- Cardinale Girolamo Bernerio, O.P.
- Arcivescovo Galeazzo Sanvitale
- Cardinale Ludovico Ludovisi
- Cardinale Luigi Caetani
- Cardinale Ulderico Carpegna
- Cardinale Paluzzo Paluzzi Altieri degli Albertoni
- Papa Benedetto XIII
- Papa Benedetto XIV
- Papa Clemente XIII
- Cardinale Bernardino Giraud
- Cardinale Alessandro Mattei
- Cardinale Pietro Francesco Galleffi
- Cardinale Filippo de Angelis
- Cardinale Amilcare Malagola
- Cardinale Giovanni Tacci Porcelli
- Papa Giovanni XXIII
- Cardinale Pericle Felici

La successione apostolica è:
- Cardinale Bolesław Filipiak (1976)
- Arcivescovo Ugo Donato Bianchi (1977)